# União da População Libertada da Guiné
A União da População Libertada da Guiné ou UPLG,  foi um movimento independentista da Guiné Portuguesa.